# Gerolamo Rovetta
Girolamo Rovetta (født 30. november 1851 i Brescia, død 8. maj 1910 i Milano) var en italiensk forfatter.
Rovetta blev født i Brescia. Han har skrevet både romaner og noveller samt skuespil. Hans første roman var Mater dolorosa (1882), hvor handlingen foregik blandt adelige, og den blev en betragtelig succes.
Han er også kendt for dramaet Romanticismo, hvis succes til dels skyldes det patriotiske indhold; og det blev senere filmatiseret under samme navn instrueret af Clemente Fracassi og med Amedeo Nazzari og Clara Calamai i hovedrollerne. På teatret spillede Paola Pezzaglia med i både Romanticismo og I disonesti.
Hans arbejde er tæt verismo, og det repræsenterer den lombardiske politik og borgerskab på hans tid, og det viser desillusioneringen over risorgimentos fejlslagne idealer.
Rovetta begik selvmord i 1910 og efterlod en ufærdig roman.

## Skuespil
- La trilogia di Dorina (1891)
- Romanticismo (1903)
- Il re burlone (1905)
- Molière e sua moglie (1910)